# Borčice
Borčice (in ungherese Borcsic) è un comune della Slovacchia facente parte del distretto di Ilava, nella regione di Trenčín.